# 10220 Pigott
10220 Pigott eller 1997 UG7 är en asteroid i huvudbältet som upptäcktes den 20 oktober 1997 av den amerikanske astronomen Roy A. Tucker vid Goodricke-Pigott-observatoriet. Den är uppkallad efter amatörastronomen Edward Pigott.
Asteroiden har en diameter på ungefär 4 kilometer och den tillhör asteroidgruppen Eunomia.